# Timmelsjoch
Przełęcz Timmelsjoch (niem. Timmelsjoch, wł. Passo del Rombo) – przełęcz położona na wysokości 2509 m n.p.m., na granicy Austrii (kraj związkowy Tyrol) i Włoch (region Tyrol Południowy). Oddziela ona Alpy Ötztalskie od Alp Sztubajskich. Przełęcz Timmelsjoch łączy austriacką miejscowość Sölden na północnym zachodzie (powiat Imst) z włoską miejscowością San Leonardo in Passeiertal (Prowincja Bolzano) na południowym wschodzie. 

## Galeria

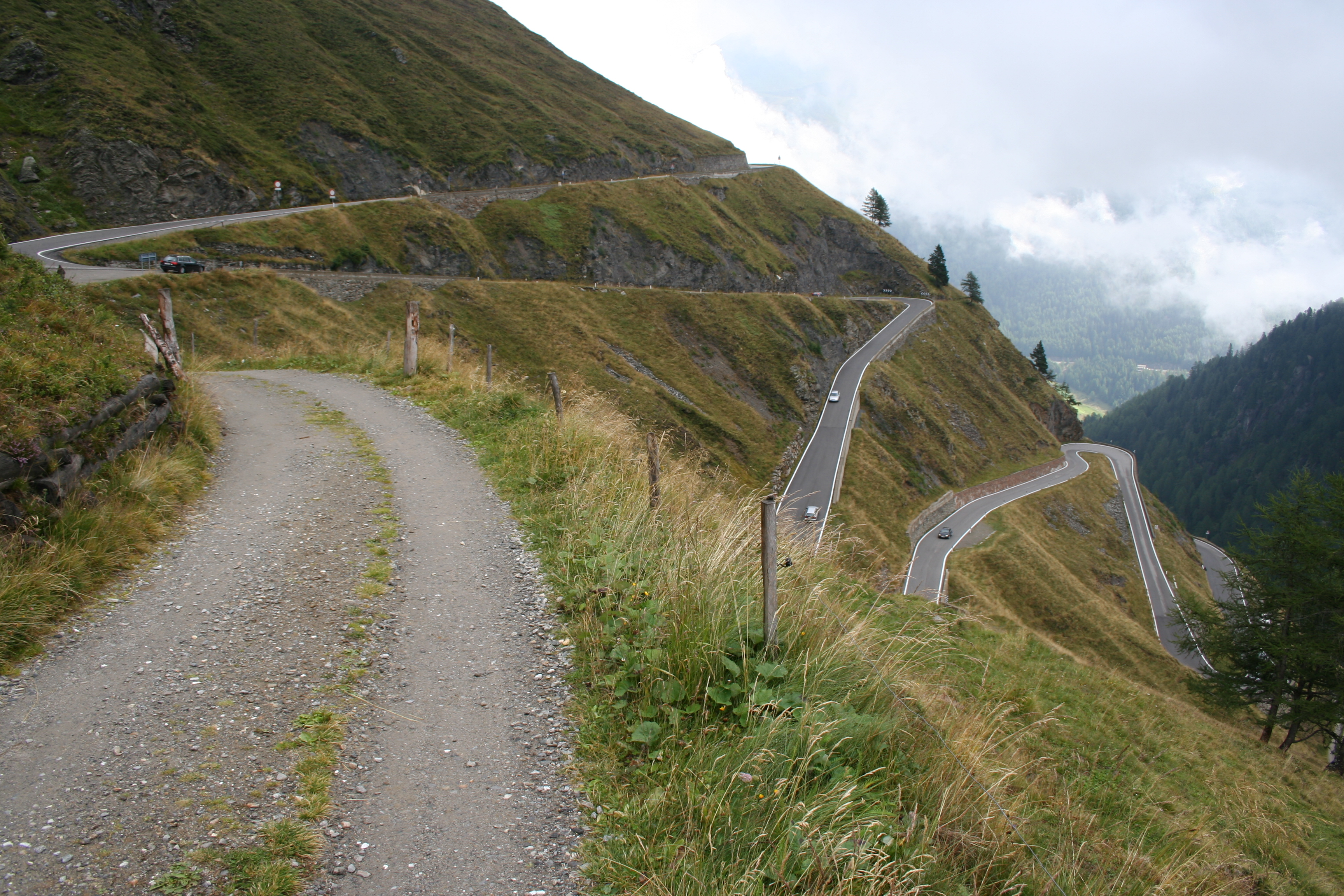
Droga na przełęcz po stronie włoskiej
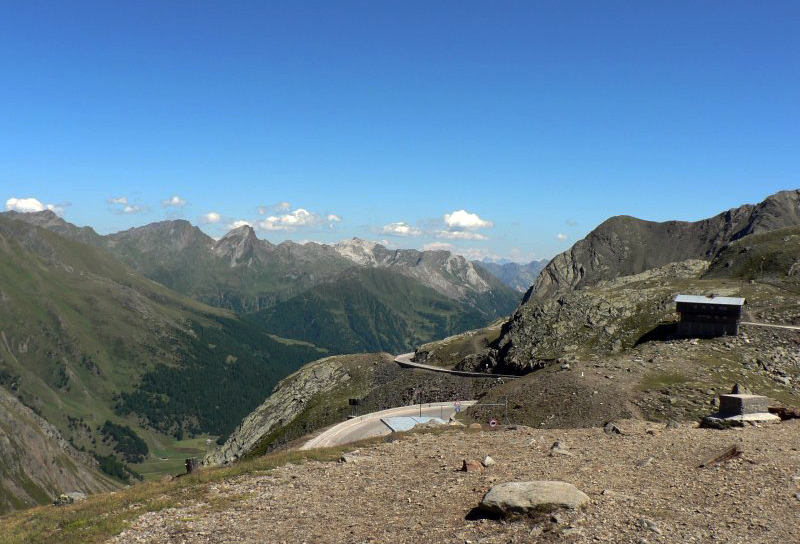
Widok z przełęczy na południe
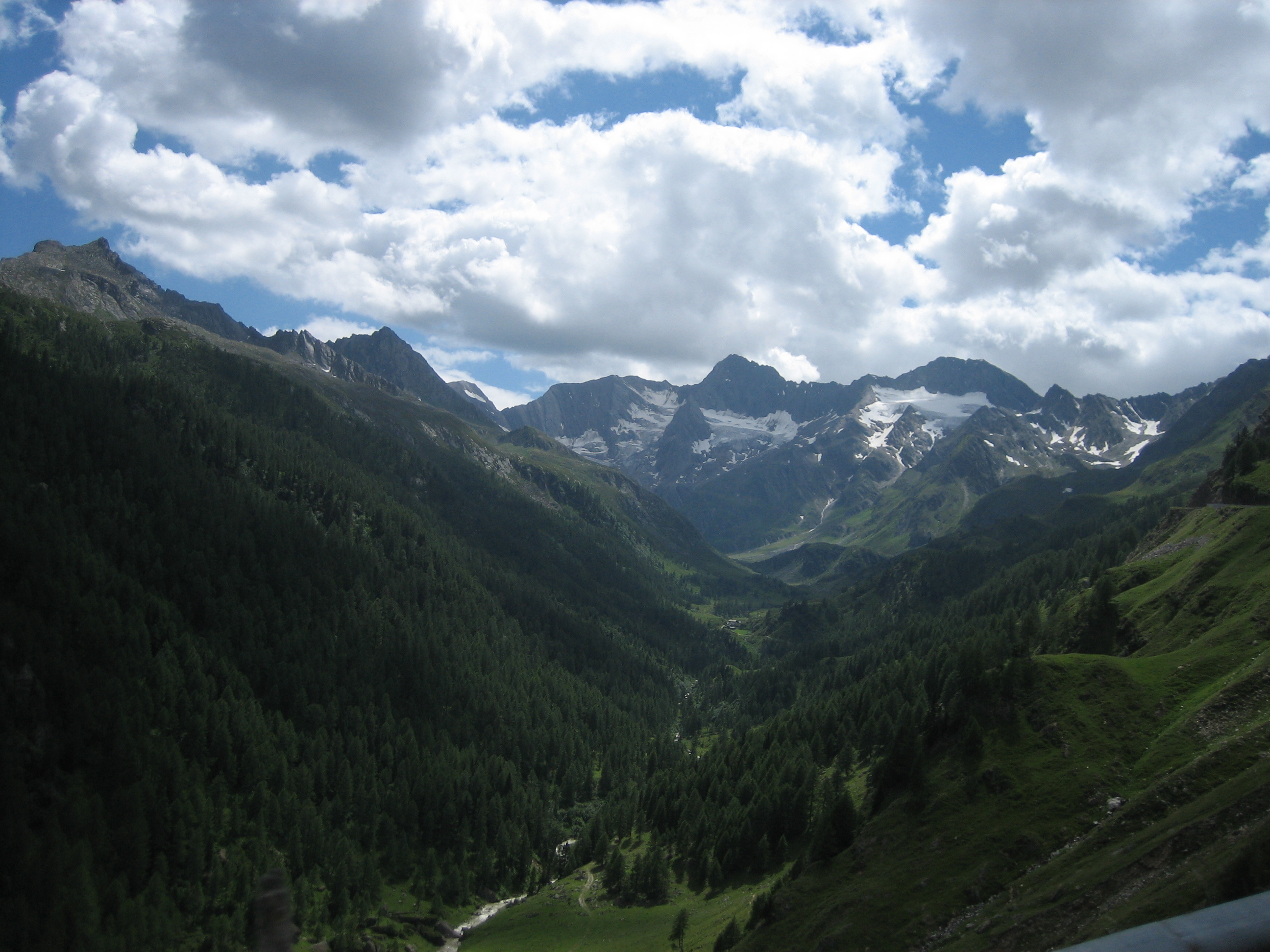
Widok z południa na przełęcz
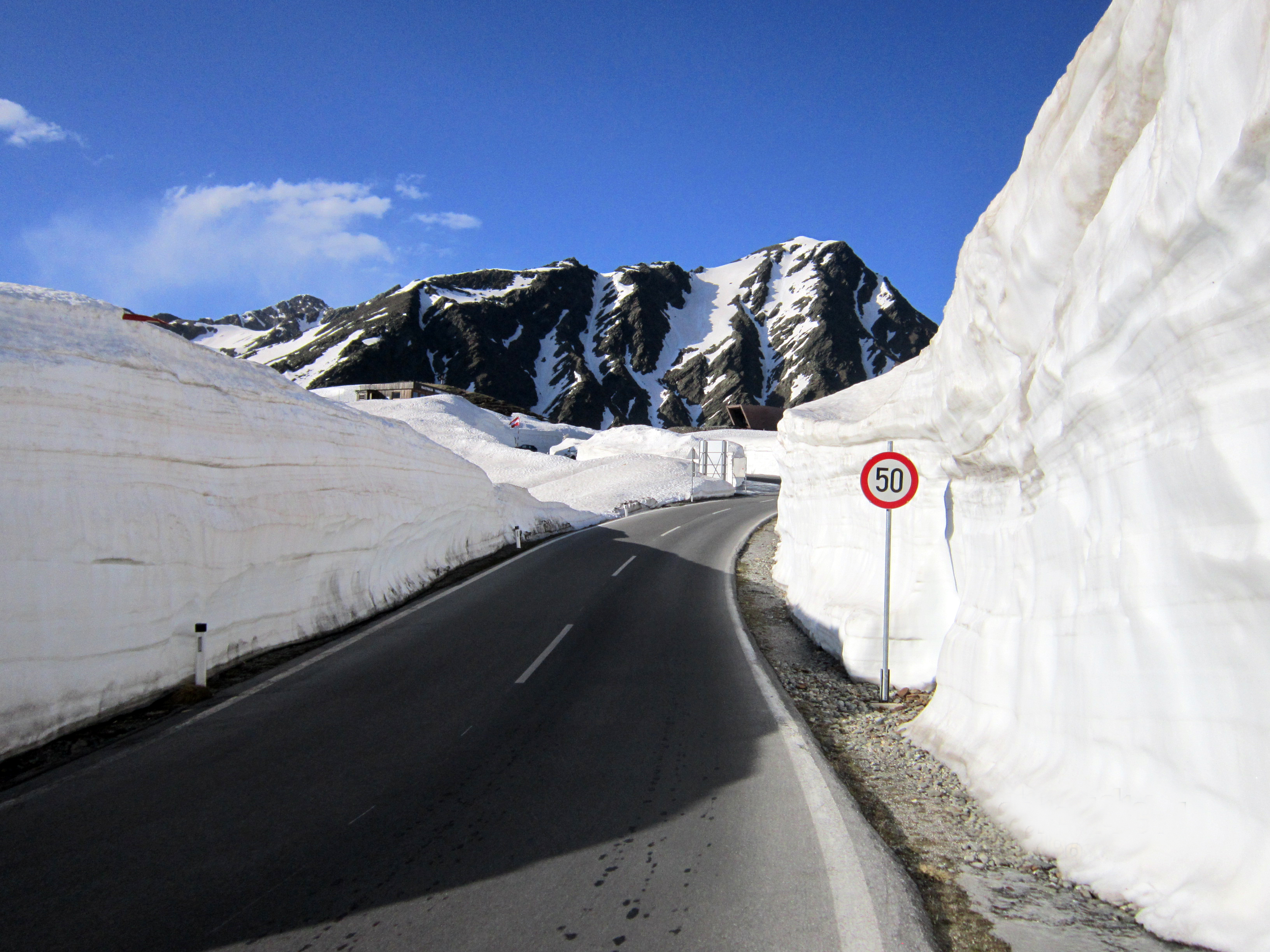
Odśnieżona przełęcz na początku czerwca